# ماریا هوفل-رایش
ماریا هوفل-رایش (آلمانی: Maria Höfl-Riesch؛ زاده ۲۴ نوامبر ۱۹۸۴) یک ورزشکار اهل آلمان است.